# Arctosa denticulata
Arctosa denticulata là một loài nhện trong họ Lycosidae.
Loài này thuộc chi Arctosa. Arctosa denticulata được Mauricio Jiménez & Charles Denton Dondale miêu tả năm 1984.